# Death USB
Death USB è il secondo album in studio del rapper italiano Salmo, pubblicato il 15 febbraio 2012 dalla Tanta Roba.

## Descrizione
Composto in una sola settimana del mese di gennaio 2012, Death USB è stato l'album che ha segnato la svolta per Salmo, dopo essersi trasferito da Olbia a Milano e ad aver firmato per la Tanta Roba, etichetta discografica di Gué Pequeno e DJ Harsh; inoltre è stato interamente prodotto dal rapper sardo, ad esclusione di Demons to Diamonds, Death USB e Narcoleptic Verses Pt. 1, rispettivamente prodotte da Fritz da Cat, dai Belzebass e da DJ 2P.
L'album inoltre vanta molte collaborazioni con vari artisti della scena rap italiana, tra cui Primo dei Cor Veleno e Ensi.

### Edizione speciale
In contemporanea alla versione standard, Death USB è stato pubblicato anche in edizione limitata su chiavetta "Skull USB", la quale contiene intero l'album, il videoclip di Il pentacolo e il making of della sua nuova maschera.

## Tracce
1. Hellcome! (feat. DJ Slait) – 1:08
2. Il pentacolo – 3:53
3. Narcoleptic Verses Pt. 1 (feat. Primo - Ensi - DJ 2P) – 3:26
4. Negative Youth – 2:36
5. Demons to Diamonds (feat. Fritz da Cat) – 2:59
6. L. Fast & D. Young – 2:37
7. Senza (feat. Enigma - DJ Slait) – 1:43
8. Narcoleptic Verses Pt. 2 (feat. DJ Valium) – 3:35
9. Death USB (feat. Belzebass) – 3:24
10. Doomsday – 2:24 – Bonus Track

## Classifiche
| Classifica (2013) | Posizione massima |
| ----------------- | ----------------- |
| Italia            | 85                |